# What Is Love?
"What Is Love?" là bài hát được thu âm bởi nhóm nhạc nữ Hàn Quốc Twice, bài hát chủ đề của EP thứ năm cùng tên. Bài hát được JYP Entertainment phát hành vào ngày 9 tháng 4 năm 2018 và do Iriver phân phối.

## Sáng tác
"What Is Love?" được sáng tác và viết lời bởi Park Jin-young, người đã sản xuất cho ca khúc "Signal" trước đó và được biên khúc bởi Lee Woo-min "collapsedone", người đồng sáng tác ca khúc "Knock Knock" và "Candy Pop". Theo JYP Entertainment, bài hát nói về "tình yêu mà cô gái hằng ao ước hoặc tình yêu họ tưởng tượng ra qua các quyển sách, bộ phim hay các vở kịch" và bài hát mang giai điệu tươi sáng với nhịp điệu uptempo dance kết hợp với trap. Tamar Herman đến từ tờ Billboard mô tả bài hát mang "phong cách electro-pop  retro" và có "đoạn hook gây nghiện", cùng với "tiếng quirk kĩ thuật số, tiếng chuông vang và bộ gõ staccato'd xuyên suốt giai điệu bubblegum".

## Video âm nhạc
Giống với MV "Cheer Up", các thành viên Twice lại hóa thân thành các nhân vật từ các bộ phim nổi tiếng trong video âm nhạc "What Is Love". Nayeon là Mia trong Nhật ký công chúa, Jeongyeon và Sana hóa thân thành Molly và Sam trong Ghost, Mina và Dahyun trở thành Vic và Matthieu trong La Boum, Sana và Tzuyu tái hiện lại Mia và Vincent trong Pulp Fiction, Jeongyeon và Tzuyu trở thành Romeo và Juliet trong vở kịch cùng tên, Jihyo và Jeongyeon là Itsuki/Hiroko và Itsuki nam trong Love Letter, Momo và Tzuyu là Mia và Sebastian từ La La Land và Dahyun và Chaeyoung là Léon and Mathilda trong Léon: The Professional. Video âm nhạc còn có cảnh trình diễn vũ đạo bài hát, cảnh Twice đang tổ chức một bữa tiệc đêm khi xem các bộ phim trên TV và đoạn "quảng cáo giữa giờ" của Dahyun quảng bá cho sản phẩm kính áp tròng Acuvue.

## Hiệu suất thương mại
Bài hát ngay khi ra mắt đã đạt vị trí cao nhất trên bảng xếp hạng nhạc số của Gaon và bảng xếp hạng Billboard tại Hàn Quốc Kpop Hot 100. Ca khúc cũng đã lần lượt đạt vị trí thứ 3 và 6 trên bảng xếp hạng World Digital Songs của Billboard và Billboard Japan Hot 100. Ca khúc đạt vị trí thứ 29 trên bảng xếp hạng cuối năm của Billboard Japan Hot 100 và đạt vị trí thứ 14 trên Top Streaming Songs.

### Danh sách cuối năm
| Nhà phê bình/nhà xuất bản | Danh sách                                           | Thứ hạng | Chú thích |
| ------------------------- | --------------------------------------------------- | -------- | --------- |
| Korea Portal              | Top 10 K-Pop Songs Of 2018                          | 9        | [ 11 ]    |
| YouTube Rewind            | Top 10 Most Popular Music Videos In Korea From 2018 | 4        | [ 12 ]    |

## Phiên bản tiếng Nhật
Album tổng hợp thứ hai của Twice #Twice2, phát hành vào ngày 6 tháng 3 năm 2019, gồm cả hai phiên bản tiếng Nhật và Hàn của "What Is Love?". "What Is Love? (phiên bản tiếng Nhật)" được phát hành trước dưới dạng đĩa đơn kĩ thuật số vào ngày 7 tháng 2, cùng với video âm nhạc kèm theo. Lời bài hát tiếng Nhật được chấp bút bởi Risa Horie. Ca khúc được biểu diễn lần đầu tại Music Station Super Live vào ngày 21 tháng 12 năm 2018.

## Bảng xếp hạng

### Bảng xếp hạng hàng tuần
| Bảng xếp hạng (2018)                 | Vị trí cao nhất |
| ------------------------------------ | --------------- |
| Nhật Bản (Japan Hot 100)             | 6               |
| Japan Digital Singles Chart (Oricon) | 5               |
| Hàn Quốc (Gaon)                      | 1               |
| Hàn Quốc (Kpop Hot 100)              | 1               |
| US World Digital Songs (Billboard)   | 3               |

### Bảng xếp hạng cuối năm
| BXH (2018)            | Thứ hạng |
| --------------------- | -------- |
| Japan (Japan Hot 100) | 29       |
| South Korean (Gaon)   | 25       |

## Giải thưởng
| Năm  | Giải thưởng                       | Hạng mục                              | Kết quả   | Ref.   |
| ---- | --------------------------------- | ------------------------------------- | --------- | ------ |
| 2018 | 1st MBC Plus X Genie Music Awards | Best Female Dance Performance         | Đề cử     | [ 21 ] |
| 2018 | 20th Mnet Asian Music Awards      | Song of the Year                      | Đoạt giải | [ 22 ] |
| 2018 | 20th Mnet Asian Music Awards      | Best Dance Performance – Female Group | Đoạt giải | [ 22 ] |
| 2018 | 20th Mnet Asian Music Awards      | Best Music Video                      | Đề cử     | [ 22 ] |
| 2019 | 8th Gaon Chart Music Awards       | Song of the Year – April              | Đoạt giải | [ 23 ] |

### Giải thưởng chương trình âm nhạc
| Chương trình              | Ngày                     | Chú thích |
| ------------------------- | ------------------------ | --------- |
| Show Champion (MBC Music) | Ngày 18 tháng 4 năm 2018 | [ 24 ]    |
| Show Champion (MBC Music) | Ngày 25 tháng 4 năm 2018 | [ 25 ]    |
| Show Champion (MBC Music) | Ngày 2 tháng 5 năm 2018  | [ 26 ]    |
| M Countdown(Mnet)         | Ngày 19 tháng 4 năm 2018 | [ 27 ]    |
| M Countdown(Mnet)         | Ngày 26 tháng 4 năm 2018 | [ 28 ]    |
| Music Bank (MBC)          | Ngày 20 tháng 4 năm 2018 | [ 29 ]    |
| Music Bank (MBC)          | Ngày 27 tháng 4 năm 2018 | [ 30 ]    |
| Show! Music Core (MBC)    | Ngày 21 tháng 4 năm 2018 | [ 31 ]    |
| Show! Music Core (MBC)    | Ngày 28 tháng 4 năm 2018 | [ 32 ]    |
| Inkigayo (SBS)            | Ngày 22 tháng 4 năm 2018 | [ 33 ]    |
| Inkigayo (SBS)            | Ngày 29 tháng 4 năm 2018 | [ 34 ]    |
| Inkigayo (SBS)            | Ngày 6 tháng 5 năm 2018  | [ 35 ]    |